# Ribièira de Tarn
Ribièira de Tarn (en francès Rivière-sur-Tarn) és un municipi francès situat al departament de l'Avairon i a la regió d'Occitània.

## Demografia
| 1962                                       | 1968 | 1975 | 1982 | 1990 | 1999 | 2006  |
| ------------------------------------------ | ---- | ---- | ---- | ---- | ---- | ----- |
| 683                                        | 695  | 658  | 744  | 791  | 961  | 1.013 |
| Des de 1962: població sense dobles comptes |      |      |      |      |      |       |

## Administració
| Període   | Identitat        | Partit |
| --------- | ---------------- | ------ |
| 1908-1919 | Félix Julien     |        |
| 1919-1925 | Paul Guibert     |        |
| 1925-1939 | Paul Laur        |        |
| 1939-1959 | Marcel Andrieu   |        |
| 1959-1976 | Léopold Laur     |        |
| 1976-2008 | Pierre Bloy      |        |
| 2008-     | Bernard Pourquié |        |